# Calomyxa
Calomyxa ist eine Gattung von Schleimpilzen aus der Ordnung der Trichiida. Sie umfasst nur zwei Arten.

## Merkmale
Die gestielten oder ungestielten, kugel- bis polsterförmigen Fruchtkörper sind sporokarp bis plasmodiokarp.
Das einlagige, häutige Peridium ist entweder durchscheinend oder auf seiner Oberfläche mit Kalkknötchen bedeckt.
Das Capillitium besteht aus langen, schmalen, gewundenen Fäden, die fest und an der Oberfläche mit winzigen Knötchen versehen sind. Sie sind Ansatz des Sporokarps sowie vereinzelt am Peridium verankert.

## Verbreitung
Calomyxa metallica ist häufig und weitverbreitet sowohl auf lebenden Bäumen wie auf Totholz, Calomyxa synspora hingegen lebt alpin.

## Systematik und Forschungsgeschichte
Die Gattung wurde 1916 von Julius Arthur Nieuwland erstbeschrieben, die Typusart ist Calomyxa metallica. Die Gattung umfasst zwei Arten:
- Calomyxa metallica
- Calomyxa synspora

## Nachweise
Fußnoten direkt hinter einer Aussage belegen die einzelne Aussage, Fußnoten direkt hinter einem Satzzeichen den gesamten vorangehenden Satz. Fußnoten hinter einer Leerstelle beziehen sich auf den kompletten vorangegangenen Absatz.
1. 1 2  Marie L. Farr: Myxomycetes. In: Flora Neotropica. Band 16. The New York Botanical Garden, New York 1976, ISBN 0-89327-009-1, S. 101.
2. 1 2  Michael J. Dykstra, Harold W. Keller: Mycetozoa In: John J. Lee, G. F. Leedale, P. Bradbury (Hrsg.): An Illustrated Guide to the Protozoa. Band 2. Allen, Lawrence 2000, ISBN 1-891276-23-9, S. 977 (englisch).